# Выборы губернатора Амурской области (2023)
Выборы губернатора Амурской области 2023 года состоялись 8—10 сентября в единый день голосования.
Глава данного региона избирается на пять лет. Выдвижение кандидатов осуществляется партиями, без самовыдвижения. Кандидат, получивший более 50 % голосов избирателей, участвовавших в выборах, считается избранным. На 1 июня 2023 года количество избирателей в Амурской области достигло 592 857 человек.

## Предшествующие события
В мае 2018 года тогдашний губернатор Амурской области Александр Козлов присоединился ко второму правительству Медведева в качестве министра по развитию Дальнего Востока и Арктики. 30 мая 2018 года временно исполняющим обязанности губернатора Амурской области был назначен представитель «Сибура» и бывший региональный министр экономического развития Василий Орлов. На состоявшихся 9 сентября 2018 года выборах губернатора Орлов победил с результатом в 55,6 % голосов избирателей, едва избежав второго тура с кандидатом от КПРФ Татьяной Ракутиной.
16 мая 2023 года президент России Владимир Путин одобрил намерение действующего губернатора Орлова баллотироваться на новый срок.

## Ход выборов
Кандидатов на выборы губернатора Амурской области 2023 года выдвинули пять партий. «Единая Россия» — действующего губернатора региона, победившего в праймериз, Василия Орлова. КПРФ — председателя регионального отделения «Опоры России», руководителя местного отделения Общества российско-китайской дружбы, самозанятого беспартийного Бориса Белобородова. «Справедливая Россия — Патриоты — За правду» — врача-уролога Амурской областной клинической больницы Евгения Завгороднего. «Коммунисты России» — руководителя местного отделения, депутата Амурского законодательного собрания, генерального директора ООО «Лагуна» Сергея Рафальского. «Новые люди» — генерального директора ООО «Амурайти» Романа Санжаревского. Все пятеро успешно прошли процедуру регистрации в качестве кандидатов на для участия в выборах губернатора Амурской области.

## Результаты выборов
Во время выборов губернатора Амурской области 2023 года в регионе работало 713 избирательных участков, из которых 19 были временными. Явка составила 38,74 %. На выборах победил действующий губернатор Василий Орлов с результатом 82,38 % — в настоящее время данный результат является самым высоким среди губернаторских выборов в Приамурье. 
| Место | Место | Кандидат            | Партия            | Голосов | %     |
| ----- | ----- | ------------------- | ----------------- | ------- | ----- |
|       | 1.    | Василий Орлов       | Единая Россия     | 192 134 | 82,38 |
|       | 2.    | Борис Белобородов   | КПРФ              | 18 417  | 7,90  |
|       | 3.    | Евгений Завгородний | СРЗП              | 8381    | 3,59  |
|       | 4.    | Роман Санжаревский  | Новые люди        | 5254    | 2,25  |
|       | 5.    | Сергей Рафальский   | Коммунисты России | 4802    | 2,06  |